# Pierre Boitel
Pour les articles homonymes, voir Boitel.
Pierre Boitel, sieur de Gaubertin, est un écrivain français du début du XVIIe siècle.

On lui attribue (probablement à tort) les cinquième et sixième parties du roman précieux de l'Astrée (1626, 2 vol. in octavo) publiées sous le pseudonyme de Borstet.

## Titres de certains de ses ouvrages
- Tragiques accidents des hommes illustres, depuis le premier siècle jusqu'à présent (1616)
- Tableau des merveilles du monde (1617)
- Défaite du faux amour par l'unique des braves de ce temps (1617)
- Histoire tragique de Circé ou suite de la défaite du faux amour  (1617)
- Le tableau des merveilles du monde  (1617)
- Recueil de pièces satiriques sur la mort du maréchal et de la maréchale d'Ancre (1617)
- Histoire des choses les plus mémorables de ce qui s'est passé en France depuis la mort de Henri le Grand jusqu'à l'assemblée des notables en 1617 et 1618
- Le coup d'Estat, ou l'Histoire mémorable des victoires de Louys le Juste  (1620)
- Théâtre du malheur (1621)

## Sources
- « Pierre Boitel », dans Pierre Larousse, Grand dictionnaire universel du XIXe siècle, Paris, Administration du grand dictionnaire universel, 15 vol., 1863-1890 [détail des éditions]. ((édition de 1867), lettre B, p. 893, col. 2.)
- BOITEL PIERRE.

LE THEATRE TRAGIQUE, SUR LEQUEL LA FORTUNE REPRESENTE DIVERS MALHEURS ADVENUS AUX HOMMES ILLUSTRES. Paris, Guillaume l’Oyson, 1621-1622 ; 3 tomes en 2 vol. petit in-8 de [6] ff. (le dernier blanc), 387 pp. ; 295 pp. ; 130 pp., veau brun moucheté, dos à nerfs orné de caissons fleuronnés, pièces rouges, tranches rouges.
Curieux ouvrage dans lequel sont narrées les mésaventures loufoques ou les fins tragiques de certains hommes illustres : « De l’inexorable Abimelec qu’une vieille femme assomma d’un quartier de meule de moulin », « De Proculus Gentilhomme Boulonnois qui fut escraze d’une cloche qui cheut », « Du prince d’Orange qui mourut par l’ignorance de son chirurgien »…
Ex-libris manuscrit du XVIIIe siècle sur le titre Mr de Gournay (peut-être l’économiste Vincent de Gournay). Tête du second volume élimée.